# Coldstream Guards
Coldstream Guards är ett infanteriregemente tillhörande gardesdivisionen (Household Division) i den brittiska armén.
Organiserat av George Monck, 1:e hertig av Albemarle i byn Coldstream, Berwickshire, Skottland, 1656, gjorde det den kungliga saken stor tjänst vid restaurationen 1660 och fick därför ensamt äga bestånd, då Karl II upplöste den övriga armén. 
Regementets ceremoniella uniform utgörs av scharlakansröd vapenrock, mörkblå byxor och svart björnskinnsmössa, med röd fjäderplym på mössans högra sida. Knapparna är i par.
Under andra världskriget deltog regementets första och andra bataljon i British Expeditionary Force i Frankrike. Senare under kriget kom den första bataljonen att ingå som en pansarbataljon i Guards Armoured Division.